# Maurício van Vollenhoven, Príncipe de Orange-Nassau
Maurício Guilherme Pieter Hendrik van Vollenhoven de Orange-Nassau (17 de abril de 1968, Utrecht) é o filho mais velho da princesa Margarida dos Países Baixos e de Pieter van Vollenhoven.
Antes da sucessão de seu primo Guilherme Alexandre como rei, ele era um membro da ;Casa de Orange-Nassau e décimo na linha de sucessão ao trono holandês. Com a sucessão de Guilherme Alexandre, ele não é mais um membro da casa real, e não está mais na linha de sucessão direta ao trono holandês.

## Nascimento
Maurício nasceu em Utrecht. Seus padrinhos são a princesa Cristina dos Países Baixos e o príncipe Alois-Konstantin de Lowenstein-Wertheim-Rosenberg.

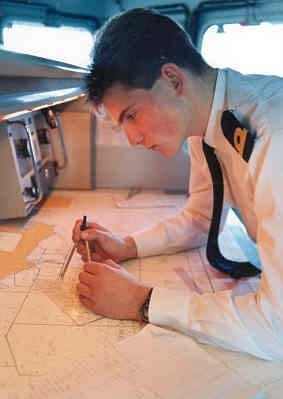
Maurício como sub-tenente a bordo de um dos navios de guerra holandeses

## Casamento e família
Em 1989, Maurício encontrou Marilene van den Broek (4 de fevereiro de 1970), a filha mais nova de Hans van den Broek e Josee van den Broek-van Schendel. Sua cerimônia de casamento civil foi em Apeldoorn em 29 de maio de 1998, seguida de uma cerimônia religiosa em 30 de maio.
Marilene e Maurício tiveram três filhos:
- Anastásia ("Ana") Margarida Josefina de Lippe-Biesterfeld de Vollenhoven (2001)
- Lucas Maurício Pedro Henrique de Lippe-Biesterfeld de Vollenhoven (2002)
- Felícia Juliana Benedita Bárbara de Lippe-Biesterfeld de Vollenhoven (2005) [4]

Por decreto real de 26 de maio de 1998, os filhos de van Vollenhoven receberam o apelido "van Lippe-Biesterfeld van Vollenhoven".

## Títulos e estilos
- 17 de abril de 1968 - presente: Sua Alteza o príncipe Maurício de Orange-Nassau, van Vollenhoven